# Хиндли, Джей
 Джей Хиндли (англ. Jai Hindley; род. 5 мая 1996 в Перте, Австралия) —  австралийский профессиональный  шоссейный велогонщик,  выступающий за команду мирового тура «Team Sunweb». 

## Достижения
2012
1-й  - Чемпион Австралии - Групповая гонка (кадеты)
2013
2-й  - Чемпионат Океании - Групповая гонка (юниоры)
2014
3-й  - Чемпионат Океании - Групповая гонка (юниоры)
3-й - Чемпион Австралии - Групповая гонка (юниоры)
2016
1-й - Гран-при Каподарко
2-й - An Post Rás - Генеральная классификация 
1-й  - Молодёжная классификация
5-й - Тур де л’Авенир - Генеральная классификация
2017
1-й  - Toscana-Terra di Ciclismo - Генеральная классификация
1-й - Тур Фучжоу - Генеральная классификация 
1-й - Этап 4
2-й - Хералд Сан Тур - Генеральная классификация 
1-й - Молодёжная классификация
2-й - Trofeo Città di San Vendemiano
3-й - UCI Oceania Tour
3-й  - Чемпионат Океании - Групповая гонка (U23)
3-й - Girobio (U23) - Генеральная классификация 
1-й - Этап 7
9-й - Тур Эльзаса - Генеральная классификация
10-й - Тур де л’Авенир - Генеральная классификация
2022
1-й Джиро д’Италия

## Статистика выступлений

### Гранд-туры
| Гонка           | 2018 | 2019 | 2020 | 2021 | 2022 |
| --------------- | ---- | ---- | ---- | ---- | ---- |
| Джиро д'Италия  | —    | 35   | 2    | DNF  | 1    |
| Тур де Франс    | —    | —    | —    | —    | —    |
| Вуэльта Испании | 32   | —    | —    | —    | —    |

| —   | Не участвовал  |
| DNF | Не финишировал |